# 코트니 헹겔러
코트니 헹글러(Courtney Henggeler, 1981년 1월 17일 ~ )는 미국의 배우, 모델, 가수이다.

## 출연 작품
- 동상이몽 시스터즈 (2018년)
- 픽스드 (2017년)
- 비치 필로우스 (2014년)
- 크리스틴스 크리스마스 패스트 (2013년) - 소피아 역
- 히팅 더 사이클 (2012년)
- 워킹 클래스 (2011년)
- 프렌즈 위드 베네핏 (2011년)
- 보그 크리처스 (2003년)